# Site archéologique de Tourón
Pour les articles homonymes, voir Touron (homonymie).

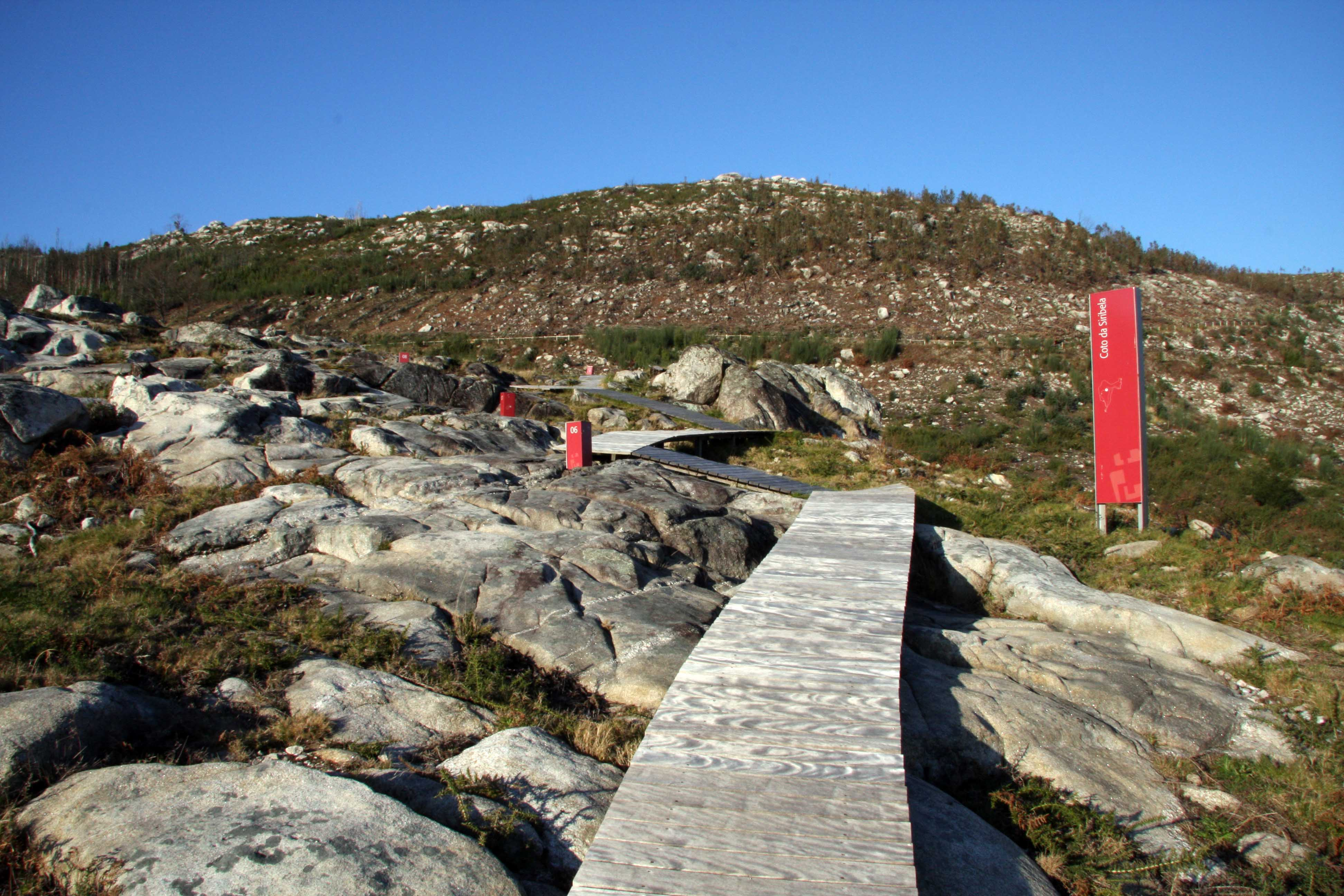
Coto da Siribela

La zone archéologique de Tourón est l'un des sites d'art rupestre en plein air les plus remarquables de Galice. Elle est située à Tourón, une paroisse civile de la commune de Ponte Caldelas, dans la province de Pontevedra en Espagne. C'est un immense site de plus de 150 000 mètres carrés, composé de cinq stations de pétroglyphes et de gravures rupestres. Le site fait partie du groupe d'art rupestre de Terras de Pontevedra.

## Historique
Selon les chercheurs, ces vestiges datent de la fin du néolithique et de l'âge du bronze. Ils ont donc été réalisés entre 3 000 et 2 000 ans avant J.-C. environ.

## Manifestations thématiques
Les pétroglyphes se trouvant à l'intérieur du site se caractérisent par l'originalité des figures représentées. Cassolettes, combinaisons circulaires, zoomorphes, triskèles et svastikas ne sont que quelques-uns des motifs de ces gravures, qui vont de simples panneaux à, dans certains cas, des compositions extraordinairement complexes pour l'époque.
Les cinq stations de la zone archéologique de Tourón sont:
- Laxe das Cruces est le plus remarquable de tous les ensembles de la région. Il présente un ensemble nombreux et hétérogène de motifs géométriques et naturalistes. Il y a une forme circulaire remarquable d'où émergent des rayons ou des bras qui dépassent la ligne extérieure et finissent en petits cercles. Un grand cerf, réalisé par la technique de l'abaissement, et d'autres animaux forment une unité de composition avec le reste des figures.
- Outeiro da Forcadela est l'un des ensembles les plus simples, composé de cercles concentriques et de cassolettes intérieures.
- Coto das Sombriñas combine une série de gravures animalières et une autre série de traces difficiles à identifier. L'un de ces pétroglyphes est connu sous le nom de banderillero, en raison de sa ressemblance avec cette profession de torero. Il représente une figure humaine avec les bras levés et les armes à la main devant un quadrupède dépourvu de cornes et avec une ligne transversale sur le dos comme une blessure.
- Coto da Siribela est un ensemble dans lequel se distinguent l'Orante et plusieurs scènes d'équitation. Elle possède également une spirale, plusieurs cassolettes, un ovale ouvert avec un appendice ou des motifs originaux tels qu'une paire de lignes parallèles avec des cercles ou des combinaisons circulaires.
- Nabal de Martiño contient l'une des scènes de chasse les mieux conservées dans la zone d'art rupestre de Terras de Pontevedra, mettant en scène un grand cerf mâle avec un creux intérieur. Un homme armé y fait irruption au milieu d'un troupeau de cerfs qui boivent dans un étang. Ils s'enfuient en courant, effrayés dans toutes les directions, lorsque le chasseur apparaît et plante ses lances à gauche et à droite.

## Centre archéologique
Le centre archéologique de Touron, inauguré en 2007, a été créé dans le but de faire connaître toute cette zone archéologique et de servir d'outil d'interprétation. Il possède une exposition stable qui illustre la vie du village qui, selon les chercheurs, s'est déroulée dans la région. Il analyse également les lieux où les pétroglyphes ont été réalisés et les scènes et motifs qui y ont été représentés.